# Min Byung-dae
Dans ce nom coréen, le nom de famille, Min, précède le nom personnel.
Min Byung-dae (coréen : 민병대) (né le 20 février 1918 en Corée, et mort le 4 janvier 1983 à Séoul en Corée du Sud) est un joueur de football international sud-coréen, qui évoluait au poste de défenseur.

## Biographie

### Carrière en sélection
Avec l'équipe de Corée du Sud, il joue entre 1944 et 1954. Il figure notamment dans le groupe des sélectionnés lors de la coupe du monde de 1954. Lors du mondial il dispute un match contre la Hongrie.
Il participe également aux JO de 1948. Lors du tournoi olympique il joue deux matchs : contre le Mexique et la Suède.